# مايك غالواي
مايك غالواي (بالإنجليزية: Mike Galloway)‏ هو لاعب كرة قدم بريطاني، ولد في 30 مايو 1965 في Oswestry ‏ في المملكة المتحدة. شارك مع منتخب اسكتلندا لكرة القدم. أما مع النوادي، فقد لعب مع ليستر سيتي ونادي سلتيك ونادي مانسفيلد تاون ونادي هاليفاكس تاون وهارت أوف ميدلوثيان.

## وصلات خارجية
- مايك غالواي على موقع قاعدة بيانات كرة القدم.إي يو (الإنجليزية)
- مايك غالواي على موقع ناشيونال فوتبول تيمز (الإنجليزية)
- مايك غالواي على موقع Soccerbase.com (لاعب) (الإنجليزية)
- مايك غالواي على موقع عالم كرة القدم.نت (الإنجليزية)